# Lijst van nummer 1-hits in Denemarken in 2001
Deze hits stonden in 2001 op nummer 1 in de Tracklisten Top 40, de bekendste hitlijst in Denemarken.
| Datum        | Artiest                     | Titel                          |
| ------------ | --------------------------- | ------------------------------ |
| 1 januari    | Eminem & Dido               | Stan                           |
| 8 januari    | Eminem & Dido               | Stan                           |
| 15 januari   | Eminem & Dido               | Stan                           |
| 22 januari   | Safri Duo                   | Played-A-Live (The Bongo Song) |
| 29 januari   | Safri Duo                   | Played-A-Live (The Bongo Song) |
| 5 februari   | Safri Duo                   | Played-A-Live (The Bongo Song) |
| 12 februari  | Safri Duo                   | Played-A-Live (The Bongo Song) |
| 19 februari  | Safri Duo                   | Played-A-Live (The Bongo Song) |
| 26 februari  | Rollo & King                | Der Står Et Billede            |
| 5 maart      | DJ Encore                   | I See Right Through            |
| 12 maart     | Safri Duo                   | Played-A-Live (The Bongo Song) |
| 19 maart     | Safri Duo                   | Played-A-Live (The Bongo Song) |
| 26 maart     | Safri Duo                   | Played-A-Live (The Bongo Song) |
| 2 april      | Safri Duo                   | Played-A-Live (The Bongo Song) |
| 9 april      | Safri Duo                   | Played-A-Live (The Bongo Song) |
| 16 april     | Safri Duo                   | Played-A-Live (The Bongo Song) |
| 23 april     | Kræftens Bekæmpelse         | Baren                          |
| 30 april     | Depeche Mode                | Dream On                       |
| 7 mei        | Crazy Town                  | Butterfly                      |
| 14 mei       | Crazy Town                  | Butterfly                      |
| 21 mei       | Crazy Town                  | Butterfly                      |
| 28 mei       | Christian                   | Du Kan Gøre Hvad Du Vil        |
| 4 juni       | Christian                   | Du Kan Gøre Hvad Du Vil        |
| 11 juni      | Christian                   | Du Kan Gøre Hvad Du Vil        |
| 18 juni      | Christian                   | Du Kan Gøre Hvad Du Vil        |
| 25 juni      | Christian                   | Du Kan Gøre Hvad Du Vil        |
| 2 juli       | Christian                   | Du Kan Gøre Hvad Du Vil        |
| 9 juli       | Christian                   | Du Kan Gøre Hvad Du Vil        |
| 16 juli      | Christian                   | Du Kan Gøre Hvad Du Vil        |
| 23 juli      | Christian                   | Du Kan Gøre Hvad Du Vil        |
| 30 juli      | Christian                   | Du Kan Gøre Hvad Du Vil        |
| 6 augustus   | Christian                   | Du Kan Gøre Hvad Du Vil        |
| 13 augustus  | Christian                   | Du Kan Gøre Hvad Du Vil        |
| 20 augustus  | Christian                   | Du Kan Gøre Hvad Du Vil        |
| 27 augustus  | Dante Thomas                | Miss California                |
| 3 september  | Christian                   | Du Kan Gøre Hvad Du Vil        |
| 10 september | Christian                   | Du Kan Gøre Hvad Du Vil        |
| 17 september | Uncle Kracker               | Follow Me                      |
| 24 september | Kylie Minogue               | Can't Get You Out of My Head   |
| 1 oktober    | Kylie Minogue               | Can't Get You Out of My Head   |
| 8 oktober    | Kylie Minogue               | Can't Get You Out of My Head   |
| 15 oktober   | Christian & Patrik Isaksson | Tilbage Hvor Vi Var            |
| 22 oktober   | Christian & Patrik Isaksson | Tilbage Hvor Vi Var            |
| 29 oktober   | EyeQ                        | I Want What She's Got          |
| 5 november   | EyeQ                        | I Want What She's Got          |
| 12 november  | EyeQ                        | I Want What She's Got          |
| 19 november  | EyeQ                        | I Want What She's Got          |
| 26 november  | EyeQ                        | I Want What She's Got          |
| 3 december   | EyeQ                        | I Want What She's Got          |
| 10 december  | EyeQ                        | I Want What She's Got          |
| 17 december  | EyeQ                        | I Want What She's Got          |
| 24 december  | EyeQ                        | I Want What She's Got          |